# Capestanh
Capestanh (en francès Capestang) és un municipi occità del Llenguadoc, situat en el departament de l'Erau a la regió Occitània.